# Sadi Çoban
Sadi Çoban (* 17. Juli 1902 in Istanbul; † 1953) war ein türkischer Fußballspieler.

## Spielerkarriere

### Verein
Çobans Karriere ist unvollständig dokumentiert. Er gehörte ab der ersten Hälfte der 1920er dem Kader des Istanbuler Vereins Hilal SK an und spielte mit diesem in der Partie İstanbul Ligi (dt. Istanbuler Liga). Da damals in der Türkei keine landesübergreifende Profiliga existierte, existierten stattdessen in den Ballungszentren wie Istanbul, Ankara und Izmir regionale Ligen, von denen die İstanbul Ligi (auch İstanbul Futbol Ligi genannt) als die Renommierteste galt. Für diesen Verein spielte er bis zum Sommer 1926 und holte mit ihm einmal den Kurtuluş Kupası.
Nachdem Hilal SK die Saison 1925/26 auf dem vorletzten Platz beendet hatte und die Liga von 14 Mannschaften auf acht Mannschaften reduziert wurde, stieg Hilal aus der Liga ab. Çoban wechselte nach dem Abstieg seines Vereins zum Ligarivalen Fenerbahçe Istanbul. Für seinen neuen Verein spielte er drei Jahre lang als Ergänzungsspieler und eroberte erst im Laufe der Spielzeit 1928/29 einen Stammplatz. In der Saison 1929/30 wurde er mit seinem Team Istanbuler Meister und zählte damit zu jenem Kader, der diesen Titel zum ersten Mal für Fenerbahçe gewinnen konnte.
Nachfolgend spielte Çoban bis zum Sommer 1932 für Fenerbahçe.

### Nationalmannschaft
Çobans begann seine Nationalmannschaftskarriere 1924 mit einem Einsatz für die türkische Nationalmannschaft im Balkan-Cup gegen die Nationalmannschaft der UdSSR. Bis zum August 1927 absolvierte er zwei weitere Partien.
Mit der Türkischen Auswahl nahm Çobans an den Olympischen Sommerspielen 1936 teil.

## Erfolge
Mit Fenerbahçe Istanbul
- Meister der İstanbul Futbol Ligi: 1929/30
- Sieger im İstanbul Şildi: 1929/30